# Thoste
Ne doit pas être confondu avec Tostes.
Thoste [tot] est une commune française située dans le département de la Côte-d'Or en région Bourgogne-Franche-Comté.

## Géographie

### Climat
Pour des articles plus généraux, voir Climat de la Bourgogne-Franche-Comté et Climat de la Côte-d'Or.
En 2010, le climat de la commune est de type climat des marges montargnardes, selon une étude du Centre national de la recherche scientifique s'appuyant sur une série de données couvrant la période 1971-2000. En 2020, Météo-France publie une typologie des climats de la France métropolitaine dans laquelle la commune est exposée à un climat océanique altéré et est dans la région climatique  Lorraine, plateau de Langres, Morvan, caractérisée par un hiver rude (1,5 °C), des vents modérés et des brouillards fréquents en automne et hiver. 
Pour la période 1971-2000, la température annuelle moyenne est de 9,9 °C, avec une amplitude thermique annuelle de 15,6 °C. Le cumul annuel moyen de précipitations est de 920 mm, avec 13,1 jours de précipitations en janvier et 8,8 jours en juillet. Pour la période 1991-2020, la température moyenne annuelle observée sur la station météorologique de Météo-France la plus proche, « Semur En Auxois_sapc », sur la commune de Semur-en-Auxois à 10 km à vol d'oiseau, est de 11,2 °C et le cumul annuel moyen de précipitations est de 778,0 mm,. Pour l'avenir, les paramètres climatiques de la commune estimés pour 2050 selon différents scénarios d'émission de gaz à effet de serre sont consultables sur un site dédié publié par Météo-France en novembre 2022.

## Urbanisme

### Typologie
Au 1er janvier 2024, Thoste est catégorisée commune rurale à habitat dispersé, selon la nouvelle grille communale de densité à 7 niveaux définie par l'Insee en 2022.
Elle est située hors unité urbaine. Par ailleurs la commune fait partie de l'aire d'attraction de Semur-en-Auxois, dont elle est une commune de la couronne,. Cette aire, qui regroupe 54 communes, est catégorisée dans les aires de moins de 50 000 habitants,.

### Occupation des sols
L'occupation des sols de la commune, telle qu'elle ressort de la base de données européenne d’occupation biophysique des sols Corine Land Cover (CLC), est marquée par l'importance des territoires agricoles (65,6 % en 2018), en diminution par rapport à 1990 (68,1 %). La répartition détaillée en 2018 est la suivante : 
terres arables (35,9 %), forêts (31,9 %), prairies (25,2 %), zones agricoles hétérogènes (4,4 %), zones urbanisées (2,5 %). L'évolution de l’occupation des sols de la commune et de ses infrastructures peut être observée sur les différentes représentations cartographiques du territoire : la carte de Cassini (XVIIIe siècle), la carte d'état-major (1820-1866) et les cartes ou photos aériennes de l'IGN pour la période actuelle (1950 à aujourd'hui).

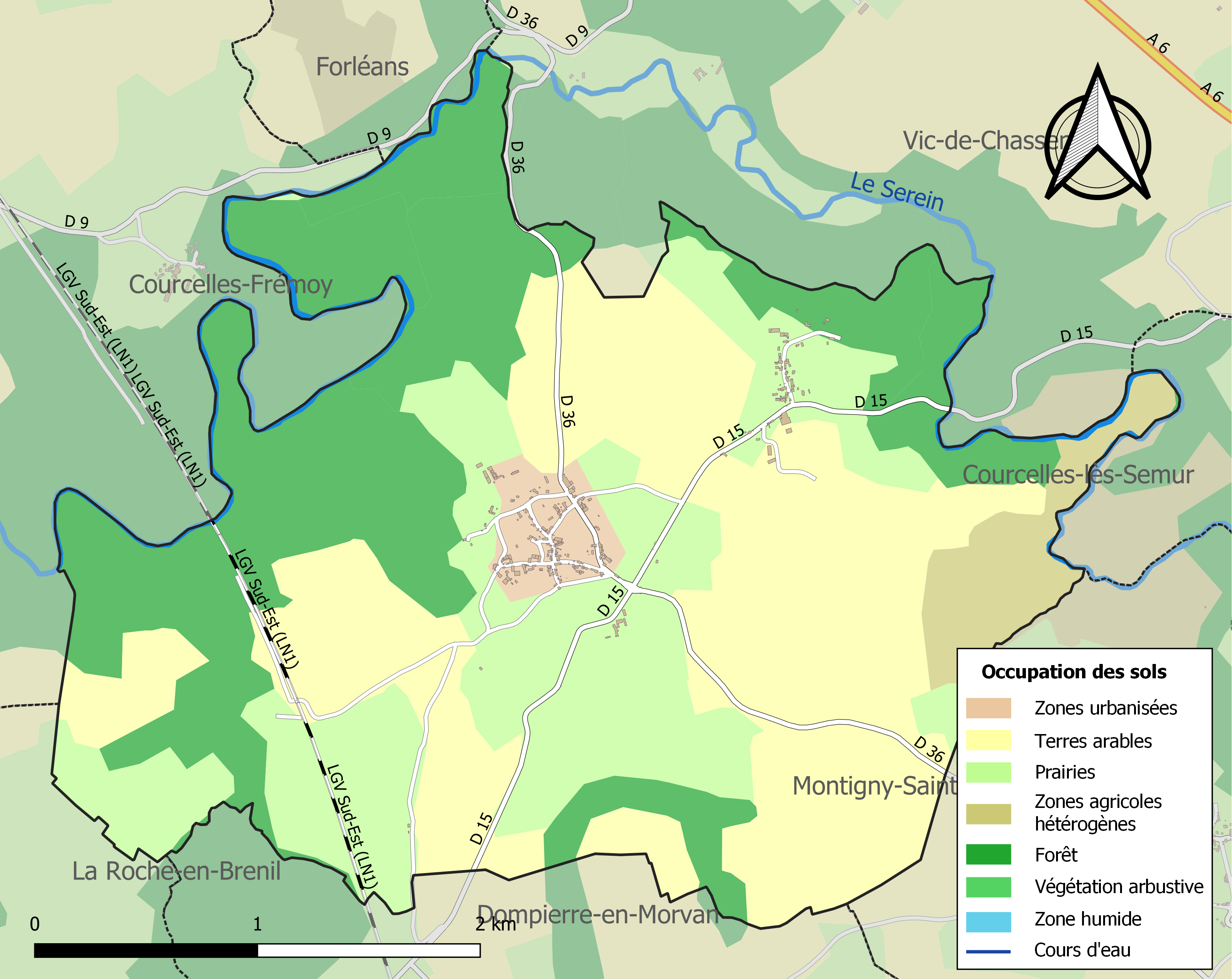
Carte des infrastructures et de l'occupation des sols de la commune en 2018 (CLC).

## Toponymie
Le nom de la localité est attesté sous les formes Thotes en 1219 ; Totes en 1253.
Albert Dauzat a suggéré sans conviction le latin tostus « brûlé », sans doute faut-il comprendre « brûlis » ou alors sous-entendu « habitation, ferme, village brûlé ». Le principal écueil pour cette étymologie est l'absence de s- devant le -t dans les formes anciennes, alors qu'à cette époque il ne devrait pas s'être encore amuï, comme par exemple dans le nom commun d’ancien français tostee « rôtie, tranche de pain grillée » attesté vers 1228 et dans l'adverbe tôt de même étymologie, mentionné sous la forme tost vers 1330 et plus tard encore. La graphie actuelle Thoste est vraisemblablement motivée par l'existence de ces deux mots. 
Contrairement à ce qu'affirme Dauzat, un rapprochement avec Tostes (Eure, Totte 1722) ne se justifie pas, puisque les travaux plus récents montrent qu'il s'agit d'un étymon scandinave inexistant hors de Normandie pour *Totes, formation homonyme de Tôtes (Seine-Maritime, Totes 1030) et Tôtes (Calvados, Tostis 1076), qui représentent le pluriel anglo-scandinave toftas cf. Tofts en Angleterre  (latinisé en -as, -is dans les documents rédigés en latin médiéval) correspondant au simple (le) Tot, (le) Thot, appellatif toponymique normand issu de l'ancien scandinave topt, toft et signifiant « emplacement constructible, ferme » et qui a donné aussi les quelques 350 formations en -tot de Normandie (-toft au Danemark et Angleterre). Cette explication ne convient pas non plus dans le cas de Thoste.

## Histoire
Les houillères de Sincey sont exploitées sur la commune et dans les environs entre 1835 et 1908,.

## Politique et administration
| Période                                  | Période   | Identité            | Étiquette | Qualité     |
| ---------------------------------------- | --------- | ------------------- | --------- | ----------- |
| mars 2001                                | mars 2014 | Robert Gueneau      |           |             |
| mars 2014                                | mai 2020  | Jean-Pierre Benoist | DVD       | Agriculteur |
| mai 2020                                 | En cours  | Dominique Poupée    |           |             |
| Les données manquantes sont à compléter. |           |                     |           |             |

## Démographie
L'évolution du nombre d'habitants est connue à travers les recensements de la population effectués dans la commune depuis 1793. Pour les communes de moins de 10 000 habitants, une enquête de recensement portant sur toute la population est réalisée tous les cinq ans, les populations de référence des années intermédiaires étant quant à elles estimées par interpolation ou extrapolation. Pour la commune, le premier recensement exhaustif entrant dans le cadre du nouveau dispositif a été réalisé en 2004.

En 2022, la commune comptait 101 habitants, en évolution de −8,18 % par rapport à 2016 (Côte-d'Or : +0,82 %, France hors Mayotte : +2,11 %).
| 1793 | 1800 | 1806 | 1821 | 1836 | 1841 | 1846 | 1851 | 1856 |
| ---- | ---- | ---- | ---- | ---- | ---- | ---- | ---- | ---- |
| 422  | 421  | 381  | 414  | 403  | 435  | 324  | 417  | 435  |

| 1861 | 1866 | 1872 | 1876 | 1881 | 1886 | 1891 | 1896 | 1901 |
| ---- | ---- | ---- | ---- | ---- | ---- | ---- | ---- | ---- |
| 492  | 480  | 486  | 410  | 315  | 318  | 302  | 286  | 284  |

| 1906 | 1911 | 1921 | 1926 | 1931 | 1936 | 1946 | 1954 | 1962 |
| ---- | ---- | ---- | ---- | ---- | ---- | ---- | ---- | ---- |
| 263  | 249  | 204  | 172  | 160  | 157  | 156  | 146  | 154  |

| 1968 | 1975 | 1982 | 1990 | 1999 | 2004 | 2006 | 2009 | 2014 |
| ---- | ---- | ---- | ---- | ---- | ---- | ---- | ---- | ---- |
| 169  | 149  | 136  | 114  | 108  | 120  | 117  | 119  | 114  |

| 2019 | 2022 | - | - | - | - | - | - | - |
| ---- | ---- | - | - | - | - | - | - | - |
| 104  | 101  | - | - | - | - | - | - | - |

## Culture locale et patrimoine

### Lieux et monuments
- La commune compte 1 édifice monument historique : la croix du cimetière XVIe siècle  Classé MH (1926)[23] et 2 éléments répertoriés à l'inventaire des monuments historiques[24].
- Remaniée au XVe siècle, l'église conserve des éléments originels romans : chœur, transept et le classique clocher à toit pyramidal et ouvertures géminées en plein cintre séparées d'une colonne à chapiteau. Vitrail classé à l'intérieur  Classé MH (1990)[25].

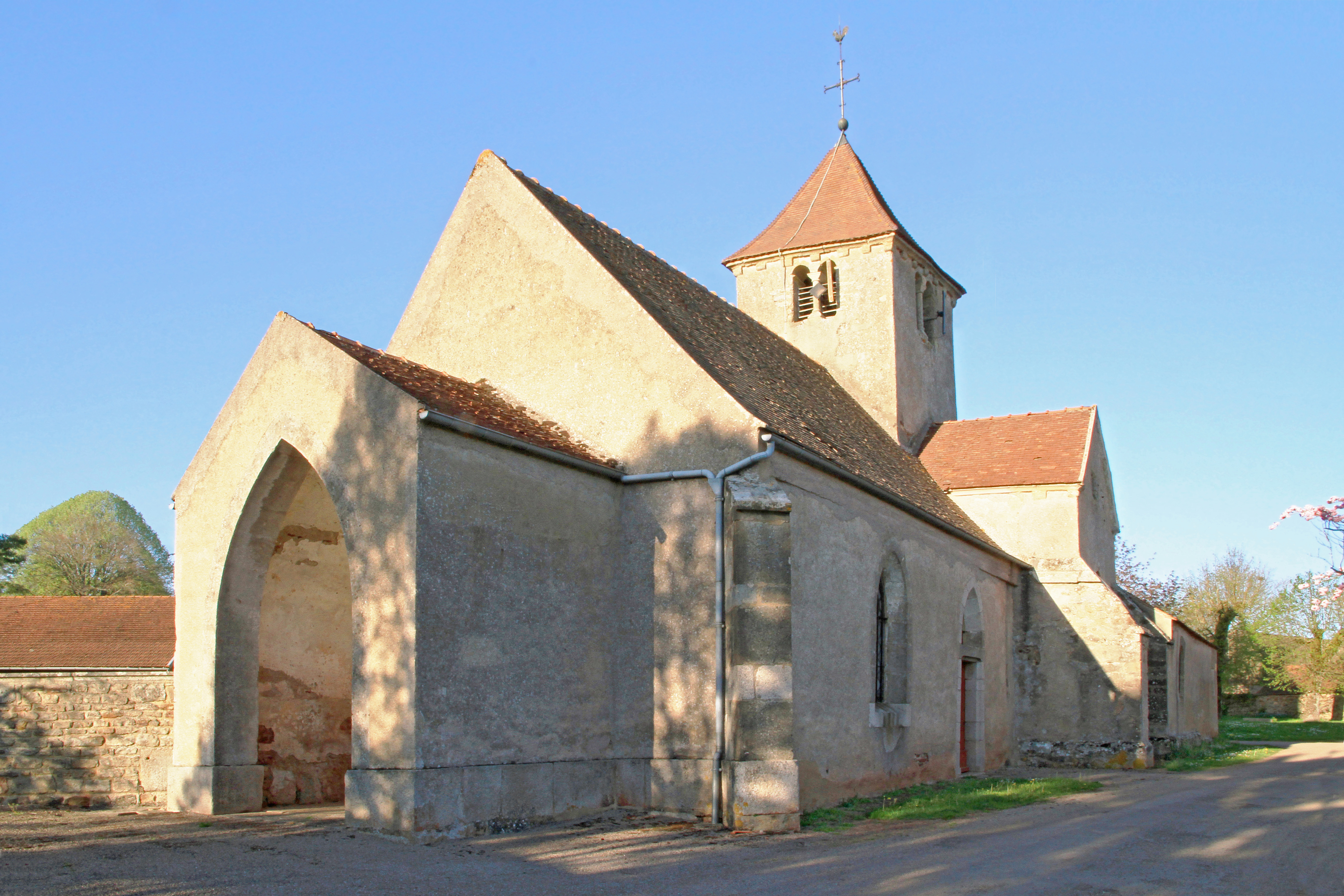
Façade et porche de l'église.
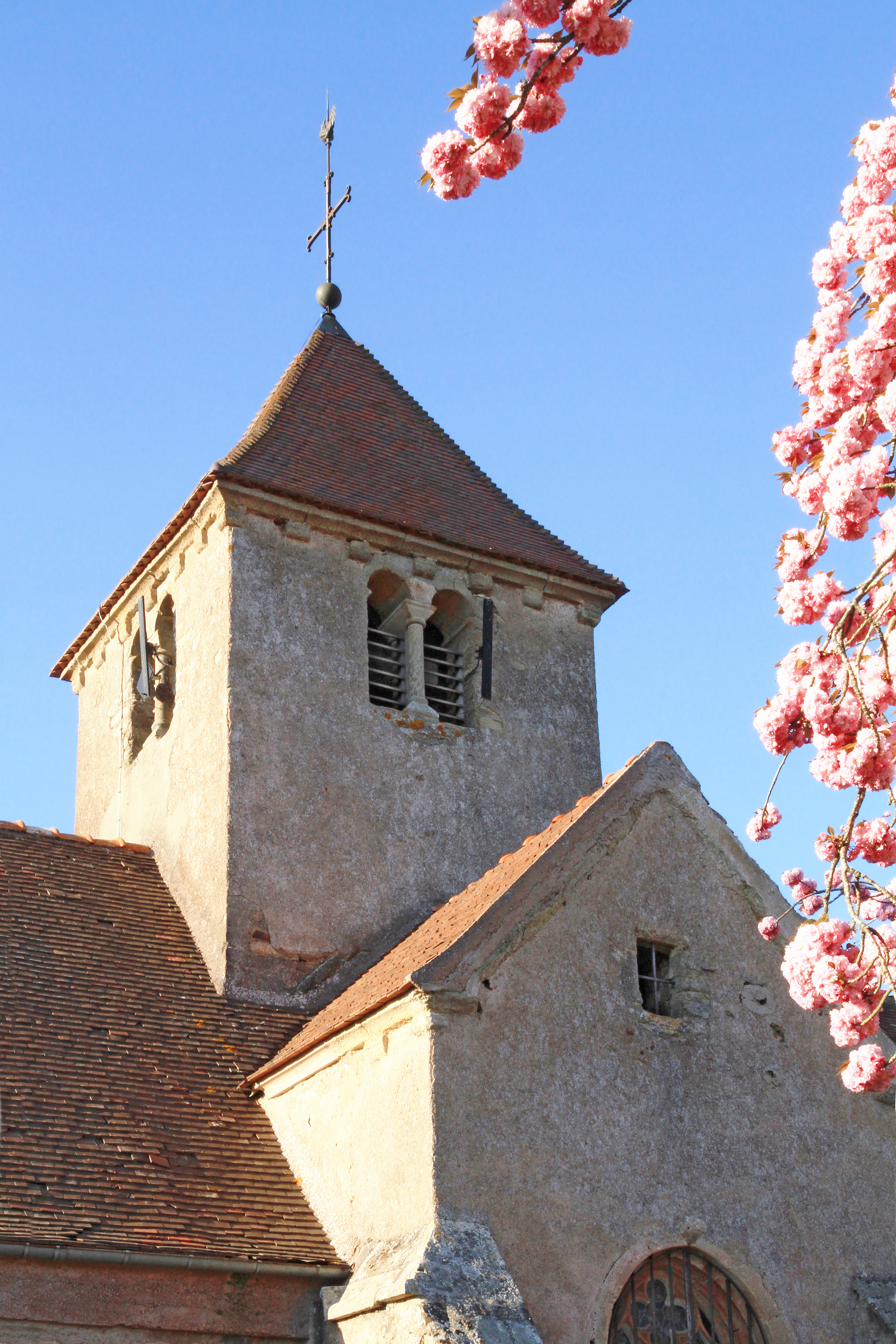
Clocher et transept romans.
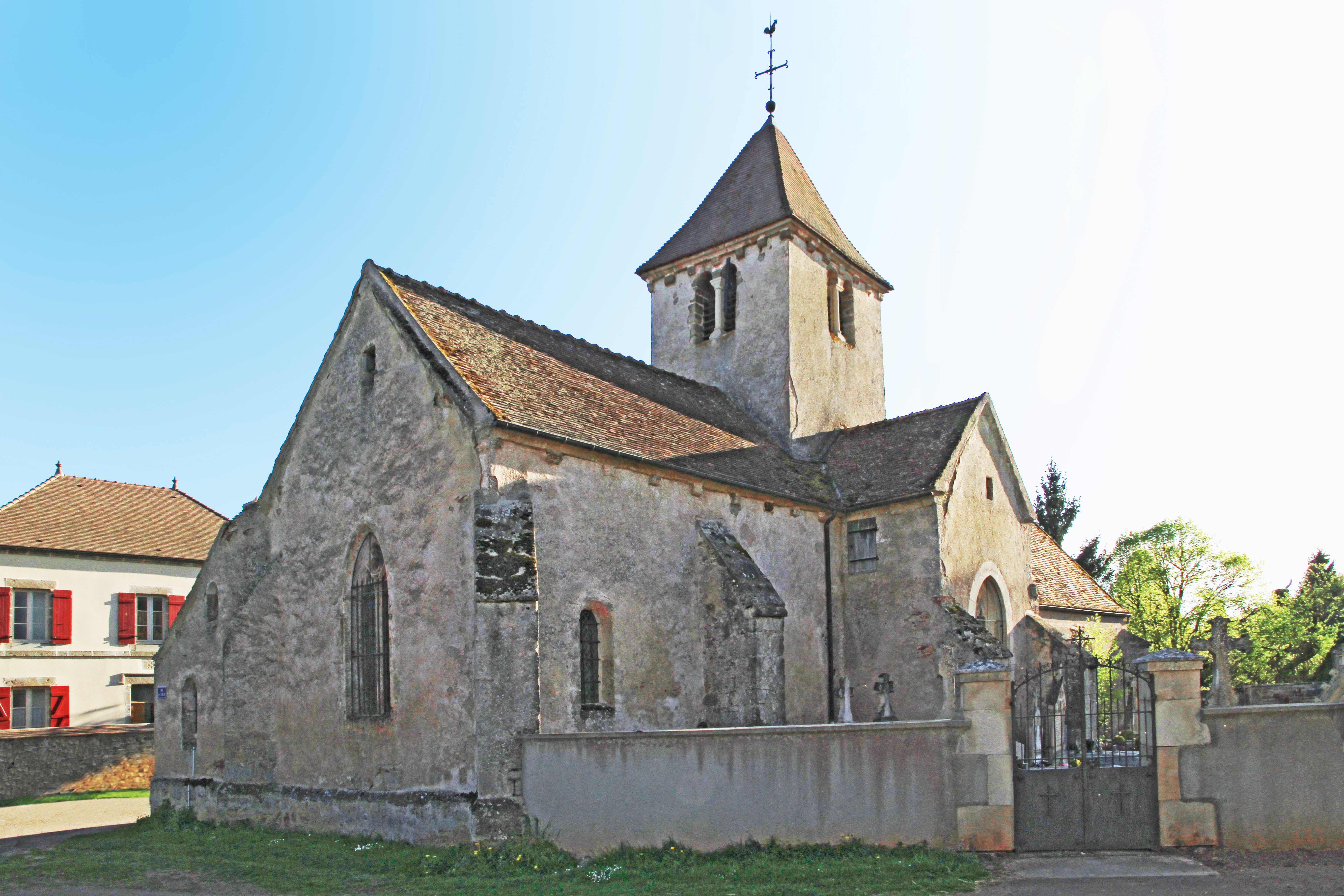
Abside et enclos du cimetière.

### Héraldique
| Blason de Thoste | Blason  | Parti de deux coupé de deux : au 1er d’azur à la grappe de raisin d’or, au 2e d’azur à l’épée d’argent posée en barre, au 3e de gueules à trois écussons d’argent, au 4e d’azur à la navette de sinople posée en bande, au 5e d’azur à l'écusson écartelé aux I et IV d’azur semé de (à trois) fleurs de lis d’or et à la bordure componée d’argent et de gueules et aux II et III bandés d’or et d’azur à la bordure de gueules, au 6e d’azur à sept fusées d’argent ordonnées 4 et 3, au 7e de gueules à un éperon d’argent, au 8e d’azur au rencontre de taureau de sable, au 9e d’azur à la gerbe de blé d'or liée de gueules. |
| Blason de Thoste | Détails | Le statut officiel du blason reste à déterminer. |